# SARNP
SARNP (англ. SAP domain containing ribonucleoprotein) – білок, який кодується однойменним геном, розташованим у людей на короткому плечі 12-ї хромосоми. Довжина поліпептидного ланцюга білка становить 210 амінокислот, а молекулярна маса — 23 671.
| 10         |  | 20         |  | 30         |  | 40         |  | 50         |
| ---------- |  | ---------- |  | ---------- |  | ---------- |  | ---------- |
| MATETVELHK |  | LKLAELKQEC |  | LARGLETKGI |  | KQDLIHRLQA |  | YLEEHAEEEA |
| NEEDVLGDET |  | EEEETKPIEL |  | PVKEEEPPEK |  | TVDVAAEKKV |  | VKITSEIPQT |
| ERMQKRAERF |  | NVPVSLESKK |  | AARAARFGIS |  | SVPTKGLSSD |  | NKPMVNLDKL |
| KERAQRFGLN |  | VSSISRKSED |  | DEKLKKRKER |  | FGIVTSSAGT |  | GTTEDTEAKK |
| RKRAERFGIA |  |            |  |            |  |            |  |            |

A: Аланін

C: Цистеїн

D: Аспарагінова кислота

E: Глутамінова кислота

F: Фенілаланін

G: Гліцин

H: Гістидин

I: Ізолейцин

K: Лізин

L: Лейцин

M: Метіонін

N: Аспарагін

P: Пролін

Q: Глутамін

R: Аргінін

S: Серин

T: Треонін

V: Валін

Кодований геном білок за функцією належить до фосфопротеїнів. 
Задіяний у таких біологічних процесах, як регуляція трансляції, транскрипція, регуляція транскрипції, транспорт, транспорт мРНК, ацетилювання. 
Білок має сайт для зв'язування з ДНК, РНК. 
Локалізований у ядрі.